# Slipsteek
De slipsteek is in feite een halve steek waarvan het losse uiteinde weer door de knoop teruggehaald is. Voordeel van deze manier van opzetten van de knoop is dat de knoop weer eenvoudig losgetrokken kan worden.
De halve steek heeft wel als eigenschap dat hij zichzelf sterk vasttrekt. Dus wanneer kracht op het lange eind gezet wordt, zal de knoop niet snel losschieten. De knoop wordt op zichzelf als stopperknoop gebruikt. Door met de knoop een lus te maken (de lijn weer om zichzelf vastknopend) kan de lijn ook goed gebruikt worden om aan een paal o.i.d. vastgezet te worden.
Een variant van deze steek wordt ook gebruikt door jojo'ers. Die steken hun vinger door de lus die ontstaat met deze knoop.